# Büllingen

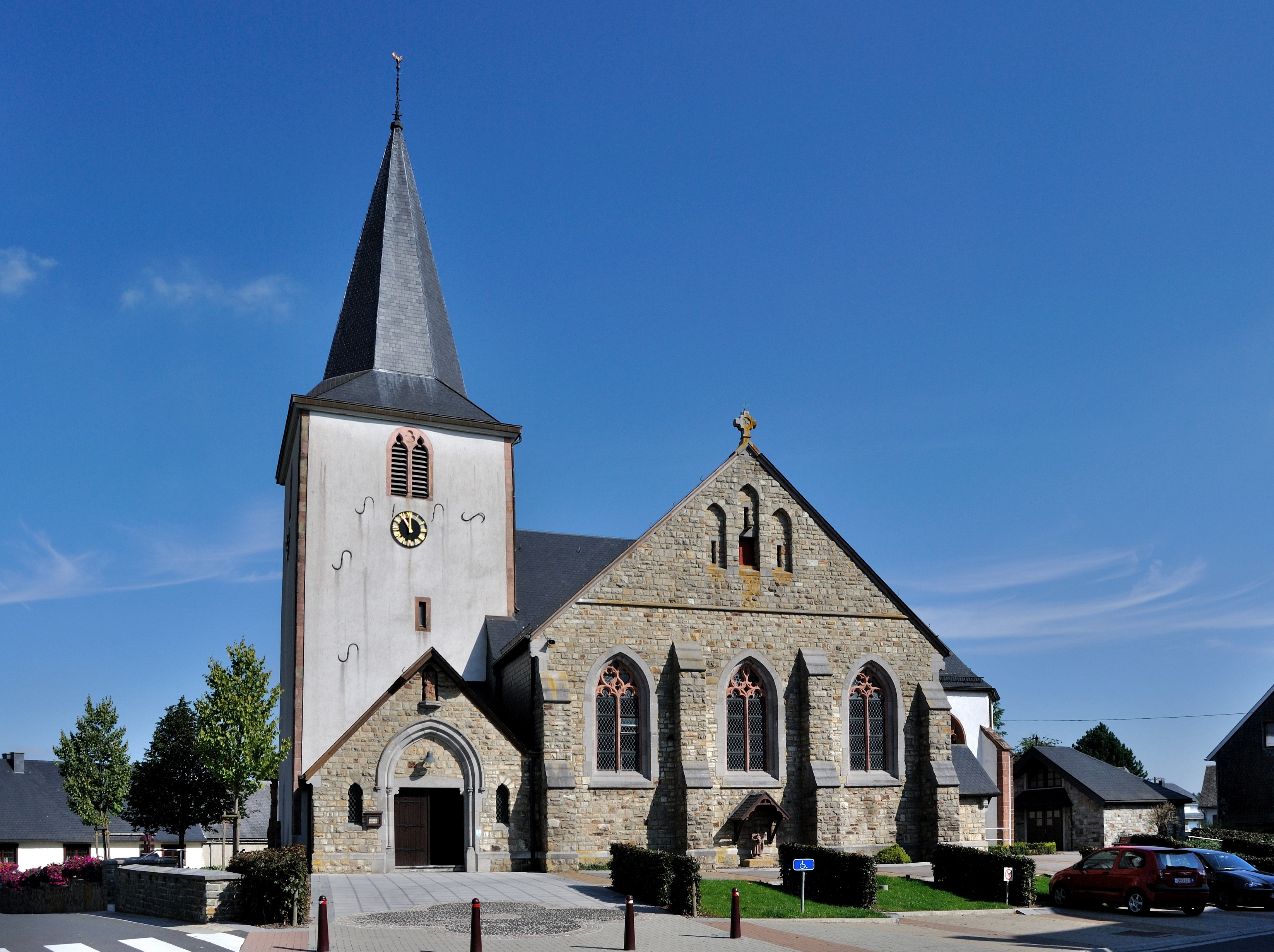
Die St. Eligius-Kirche wurde 1130 erstmals erwähnt und liegt im Zentrum Büllingens.

Büllingen (französisch Bullange) ist die flächenmäßig größte Gemeinde der Deutschsprachigen Gemeinschaft (DG) in Belgien und zugleich die östlichste Gemeinde des Landes. Die Einwohnerzahl beträgt 5544 (Stand 1. Januar 2024).

## Geografie
Das Gemeindegebiet von Büllingen grenzt an die belgischen Gemeinden Bütgenbach, Amel und St. Vith sowie an die deutsche Verbandsgemeinde Prüm, Eifelkreis Bitburg-Prüm in Rheinland-Pfalz, die Gemeinde Hellenthal, Kreis Euskirchen und Monschau, Städteregion Aachen in Nordrhein-Westfalen. Auf dem Gemeindegebiet liegt mit der Ortschaft Losheimergraben auf 677,5 m auch die höchstgelegene Ortschaft sowie der zweithöchste Punkt Belgiens, der Weiße Stein auf 692 m.
Rund 46,5 Prozent des Gebietes der Gemeinde sind bewaldet. Diese Wälder bedecken den gesamten Norden und Nordosten Büllingens, weiter zieht sich ein ausgedehnter Waldgürtel von Nordost nach Südwest mitten durch die Großgemeinde. Dieser gliedert die Gemeinde in zwei Hauptsiedlungsgebiete: Einerseits das Gebiet rund um den Hauptort Büllingen im Nordwesten der Großgemeinde, wo die Siedlungsstruktur durch mittlere und größere Dörfer bestimmt ist. Andererseits das Manderfelder Land im Südosten, dieses ist durch zahlreiche kleine und kleinste Dörfer geprägt.
Das nördliche Gemeindegebiet grenzt an den Truppenübungsplatz Elsenborn.
Insgesamt gehören 27 Ortschaften zur Großgemeinde Büllingen.

## Geschichte

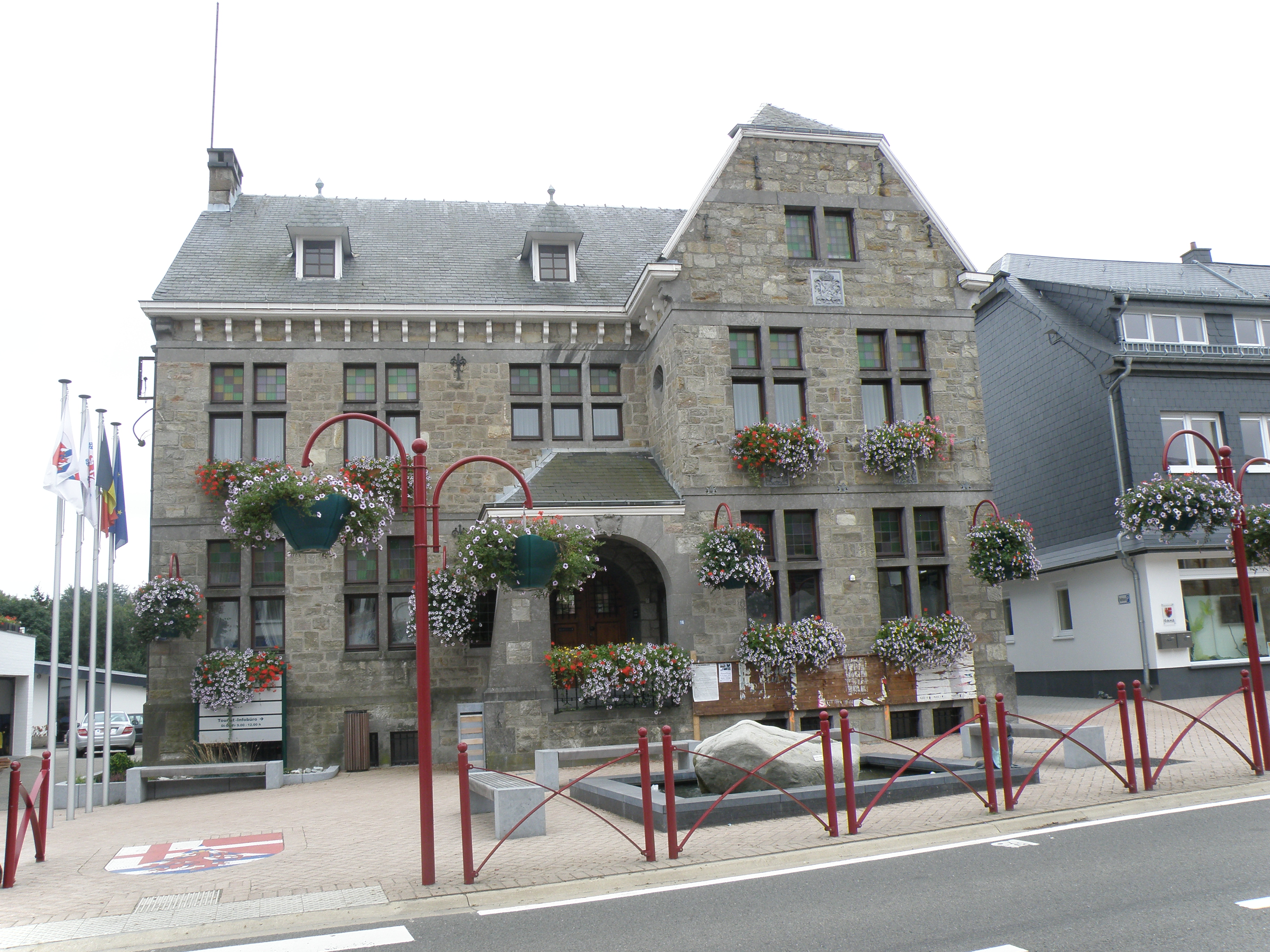
Das Büllinger Rathaus

Ein Königshof Bulinge erscheint vor 855 nur in der Sekundärliteratur. 854 urkundet Kaiser Lothar I. in „Manderfelt pal(atio) r(egio)“ für das Kloster Prüm. Damit ist eindeutig der heutige Gemeindeteil Manderfeld gemeint, in dem sich ein Königshof befunden haben muss. Es ist möglich, dass Bulinge schon 855 dem Aachener Marienstift geschenkt wurde, denn Kaiser Arnulf bestätigt dem Stift im Jahre 888 die Schenkungen seines Vorvorgängers in Bulinge  (MGH DArn 031). Weil die Urkunde von 855 verloren ist, kann man erst das Jahr 888 als die erste urkundliche Erwähnung Büllingens bezeichnen. Möglicherweise wurde der karolingische Königshof dann von Manderfeld nach Büllingen verlegt, denn 940 urkundete König Otto I. jetzt in Bullinga für das Kloster Lorsch. Für das 11. Jahrhundert sind weitere Besitzbestätigungen des Aachener Marienstifts für Büllingen und Manderfeld im Original erhalten.
Die heutige Gemeinde Büllingen wurde 1977 im Rahmen der belgischen Gemeindefusion aus den folgenden (Alt-)Gemeinden neu gebildet:
- Büllingen mit Honsfeld, Hünningen und Mürringen
- Manderfeld mit Afst, Allmuthen, Berterath, Buchholz, Hasenvenn, Hergersberg, Holzheim, Hüllscheid, Igelmonderhof, Igelmondermühle, Kehr, Krewinkel, Lanzerath, Losheimergraben, Merlscheid und Weckerath
- Rocherath mit Krinkelt und Wirtzfeld
- Ein kleiner Teil von Schönberg, bestehend aus Andlermühle, Eimerscheid und Medendorf

Im Winter 1944/45 war das jetzige Gemeindegebiet Schauplatz der sog. Ardennenoffensive (Unternehmen „Wacht am Rhein“) und zahlreiche Ortschaften (insbesondere die Doppelortschaft Rocherath-Krinkelt) wurden fast völlig zerstört.
Aus dem Wappen von Büllingen gehen die drei ursprünglichen Herrschaftsbezirke hervor, die sich das Gebiet von Büllingen in der Vergangenheit teilten: Das Trierer Kreuz, der Viandener Balken und der Luxemburger Löwe.

## Wirtschaft und Flächennutzung
- Wald- und Forstwirtschaft
- Möbelindustrie
- Fahrzeugbau Faymonville AG, Hersteller von Aufliegern für Spezial- und Schwertransporte.
- Sägereien
- Tourismus
- Bauhandwerk und Baufachhandel
- Landwirtschaft: Insbesondere die Milchviehzucht
- Nordöstlich des Kernorts befindet sich der kleine Flugplatz Büllingen.

Die Gesamtfläche der Gemeinde Büllingen von 150,48 km² teilt sich in folgende Nutzung:
- 67,29 km² Waldfläche
- 74,33 km² Wiesen, Acker und Ödland
- 8,64 km² bebaubare Landfläche
- 0,22 km² Industriegebiet

Die Bahntrasse der ehemaligen Vennquerbahn wurde zu einem Wander- und Radverkehrsweg ausgebaut (RAVeL-Netz-Linie 45a Waimes-Jünkerath), mit Anschluss sowohl in Weywertz an die Vennbahnstrecke als auch in Jünkerath an das deutsche Radwegenetz.

## Personen
- Berni Collas (1954–2010), Politiker
- Robert Nelles (* 1958), Politiker
- Bernd Rauw (* 1980), Fußballspieler
- Louis Siquet (* 1946), Politiker